# قرن دارين (حريضة)
'

تعديل مصدري - تعديل

قرن دارين هي إحدى قرى عزلة حريضة بمديرية حريضة التابعة لمحافظة حضرموت، بلغ تعداد سكانها 8 نسمة حسب تعداد اليمن لعام 2004.